# Елинистичен юдаизъм
Елинистичният юдаизъм е направление в юдаизма през Античността, съчетаващо еврейските религиозни традиции с елементи на древногръцката култура. То се формира в големите градове на Елинистичния свят, като главните му центрове са Александрия и Антиохия. Има свидетелства за конфликти в Йерусалим между привърженици на елинистичния юдаизъм и традиционалисти.
Елинистичният юдаизъм отмира през късната Античност и ранното Средновековие, като няма сигурни сведения за неговите последователи – според различни изследователи основната част от тях се присъединяват към талмудическия юдаизъм или към християнството.